# Taharana ruiliensis
Taharana ruiliensis är en insektsart som beskrevs av Zhang 1994. Taharana ruiliensis ingår i släktet Taharana och familjen dvärgstritar. Inga underarter finns listade i Catalogue of Life.